# Burg Deisfeld
Die Burg Deisfeld ist eine abgegangene Höhenburg etwa 1 km nördlich von Deisfeld, einem Ortsteil der Gemeinde Diemelsee im nordhessischen Landkreis Waldeck-Frankenberg.  

## Geografische Lage
Die vermutlich im frühen Mittelalter angelegte kleine Spornburg, deren Erbauer bisher unbekannt sind, befand sich auf 519 m Höhe auf einem steil aufragenden Bergsporn orographisch rechts bzw. östlich über der hier auf 416 m Höhe verlaufenden Diemel und der Landesstraße L 3082 zwischen Deisfeld und Giebringhausen. Ihre Reste, zwei überwachsene Wallgräben, liegen im Wald, in unmittelbarer Nähe einer Schutzhütte für Wanderer. Die Flurbezeichnung „Burg“ erinnert noch heute an die einstige Burganlage.